# Kim Ji-hyun
Kim Ji-hyun (en coréen : 김지현 ; née le 2 janvier 1982), est une actrice sud-coréenne. Elle est diplômée d'une licence et d'un master en théâtre de l'Université nationale des arts de Corée,.
Elle a commencé sa carrière d'actrice en 2006 et est depuis apparue dans de nombreuses comédies musicales, films et séries télévisées. Après l'obtention son diplôme, elle a également collaboré à plusieurs œuvres avec Yi Sang-woo, notamment les pièces des pièces telles que Korea Fantasy (2005), Byun (2005) et The Story of Yangdeokwon (2010), mises en scène par la Chaimu Theater Company.
Elle est connue pour ses rôles dans The Smile Has Left Your Eyes (2018), Justice (2019) et Thirty-Nine, ainsi que pour ses apparitions dans des films tels que Solace (2006) et A Little Pond (2009). Elle est actuellement représentée par l'agence de gestion d'artistes Vibe Actors.

## Biographie
Kim Ji-hyun est née le 2 janvier 1982. Dans sa jeunesse, elle n'avait pas de vocation précise, mais elle répondait avec désinvolture son désir de devenir scientifique ou enseignante lorsque la question lui était posée. Ce n'est qu'après son entrée au Ulsan Girls' High School (ko) qu'elle a commencé à réfléchir sérieusement à son avenir. Encouragée par sa sœur aînée, déjà étudiante à l'université, elle s'est interrogée sur le choix de sa future spécialité, ce qui l'a conduite à envisager différentes options.
Au cours de sa première année de lycée, Kim s'est liée d'amitié avec une camarade de classe ayant une expérience en théâtre au collège. Ensemble, elles ont proposé de créer un club de théâtre et, grâce au soutien d'un professeur, ont réussi à le mettre en place. Toutefois, son engagement dans cette activité a rencontré des réticences de la part des enseignants, qui préféraient qu'elle se concentre sur ses études en raison de son excellence académique. Malgré ces obstacles, le club a remporté la première place lors d'un festival de théâtre à Ulsan, ce qui lui a permis d'obtenir une reconnaissance officielle au sein du Ulsan Girls' High School. Cette expérience a éveillé la passion de Kim Ji-hyun pour le métier d'actrice et l'a convaincue d'en faire sa carrière.